# Cintegabelle

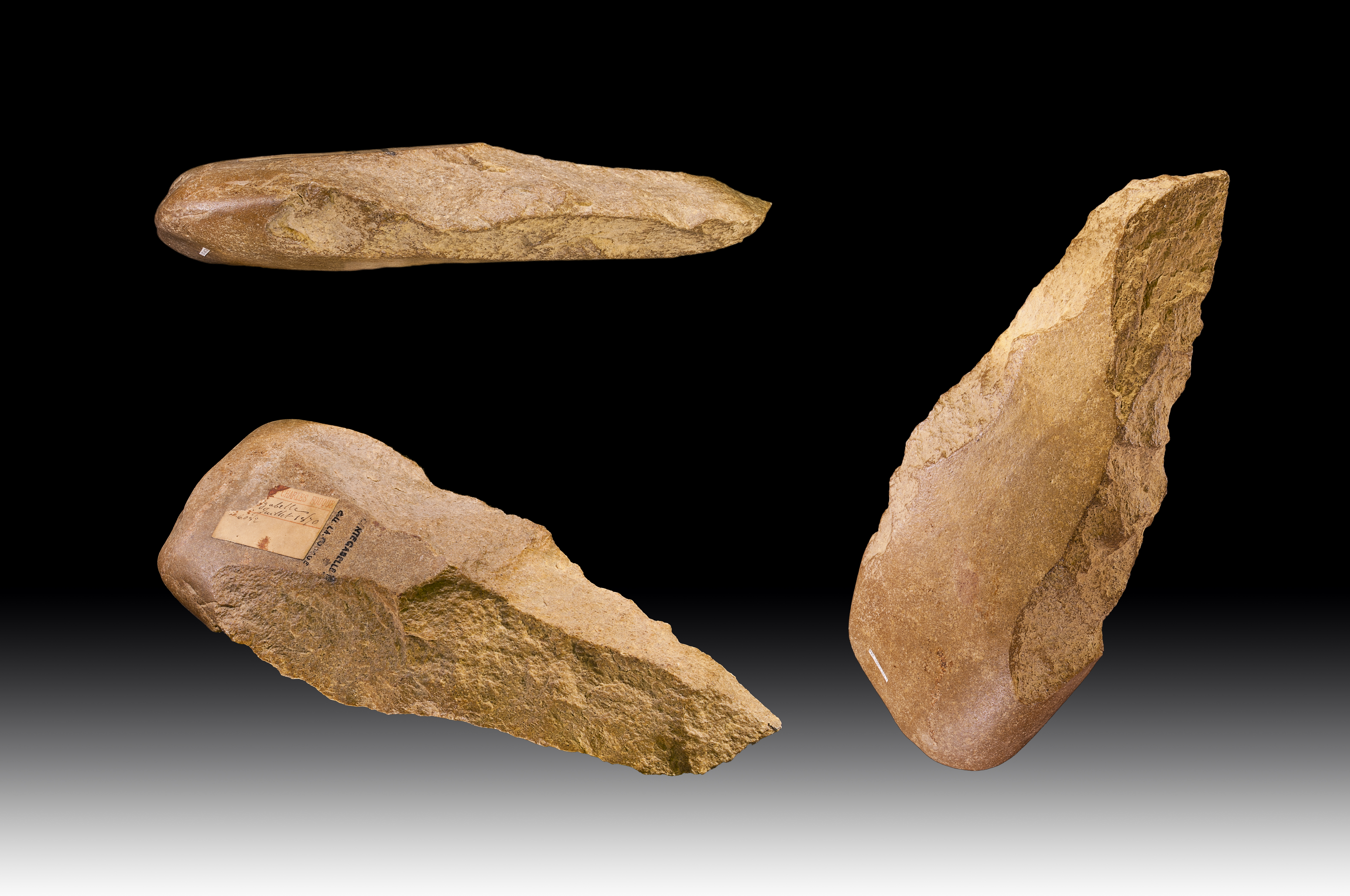
Pięściak Cintegabelle - Muséum de Toulouse

Cintegabelle – miejscowość i gmina we Francji, w regionie Oksytania, w departamencie Górna Garonna.
Według danych na rok 1990 gminę zamieszkiwało 2215 osób, a gęstość zaludnienia wynosiła 42 osób/km² (wśród 3020 gmin regionu Midi-Pireneje Cintegabelle plasuje się na 159. miejscu pod względem liczby ludności, natomiast pod względem powierzchni na miejscu 84.).